# Kapałkowy Słup
Kapałkowy Słup (słow. Ľadový stĺp) – turnia w Kapałkowej Grani w słowackiej części Tatr Wysokich. Jest niższym z dwóch najwybitniejszych obiektów w zachodniej grani Pośredniej Kapałkowej Turni. Drugą z tych turni jest położony na wschód od niego Kapałkowy Dziób, oddzielony Wrótkami za Słupem. Na zachodzie natomiast Kapałkowy Słup graniczy z Kapałkowym Zębem, oddzielonym Wrótkami za Zębem.
Północne stoki opadają z Kapałkowego Słupa i sąsiednich obiektów do Kapałkowego Koryciska, odgałęzienia Doliny Śnieżnej, natomiast południowe – do Doliny Suchej Jaworowej.
Na wierzchołek nie prowadzą żadne znakowane szlaki turystyczne. Wejście dla taterników możliwe jest granią lub z obu sąsiednich dolin. W południowej ścianie Kapałkowego Słupa tkwi wyraźne żebro. Od wschodu turnia ma kształt słupa.
Pierwsze wejścia:
- letnie – Gyula Komarnicki i Roman Komarnicki, 2 sierpnia 1909 r.,
- zimowe – Čestmír Harníček, Arno Puškáš, Karel Skřipský i Jozef Velička, 26 marca 1953 r.[2]